# 소이 투 두에냐
《소이 투 두에냐》(스페인어: Soy tu dueña)은 2010년 방영된 멕시코의 텔레노벨라이다.